# Basic Research in Cardiology
Basic Research in Cardiology (ook Archiv für Kreislaufforschung) is een internationaal peer-reviewed wetenschappelijk tijdschrift op het gebied van de cardiologie.
De naam wordt in literatuurverwijzingen meestal afgekort tot Basic Res. Cardiol.